# Greenville (Carolina del Nord)
Greenville è una città degli Stati Uniti d'America, capoluogo della Contea di Pitt nello Stato della Carolina del Nord.
Greenville ospita la sede di una grande università pubblica denominata East Carolina University.